# Fors kapell
Fors kapell är ett kapell i Malungsfors. Det tillhör Malungs församling i Västerås stift.

## Kapellet
Kapellet är uppfört 1935-1936 efter ritningar av arkitekt Magnus Dahlander och har en stomme av tegel. Vid östra sidan finns ett rakt avslutat kor med utbyggd sakristia öster om koret. Kapellets västra sida har en motsvarande utbyggnad. Vid norra sidan finns ett utbyggt vapenhus. Ytterväggarna är vitputsade.
Norr om huvudingången finns en fristående murad klockstapel.

## Inventarier
Fasta inredningen är samtida med kapellet.
Orgeln byggdes 1960 av A. Magnusson Orgelbyggeri AB
| Man I. Ryggpositiv C-g3 | Man II. Bröstverk C-g3 | Pedal C-f1 | Koppel |
| ----------------------- | ---------------------- | ---------- | ------ |
| Rörflöjt 8'             | Gedackt 8'             | Subbas 16' | II/I   |
| Principal 4'            | Rörflöjt 4'            | Gedackt 8' | II/P   |
| Waldflöjt 2'            | Principal 2'           | Pommer 4   | I/P    |
| Mixtur III              | Nasat 1 1/3'           |            |        |
|                         | Regal 8'               |            |        |
|                         | Tremolo                |            |        |